# سامسونگ اس‌جی‌اچ-آ۸۰۰
سامسونگ اس‌جی‌اچ-آ۸۰۰ یک‌نمونه از گوشی‌های تلفن همراه سری A شرکت سامسونگ می باشد که توسط همین شرکت به بازار عرضه شده‌است.